# 周忱
周忱（1380年—1453年），字恂如，江西吉安府吉水縣人，明朝政治人物。
周忱是永樂二年（1404年）甲申科進士，授庶吉士，進學文淵閣，升刑部主事、員外郎。洪熙元年，遷越王府長史，以善理財知名。宣德五年，江南田賦問題嚴重，楊榮薦舉出任工部侍郎，巡撫江南，創立平米法，總督稅糧、漕運、營造等，官至工部尚書，諡文襄。

## 生平

### 永樂、洪熙、宣德年間
永樂二年（1404年）甲申科二甲第十名進士，選庶吉士，入翰林院。三年，明成祖朱棣選其中二十八人入文淵閣學習。周忱自陳年幼願意入學，朱棣嘉獎其志而批准。之後升為刑部主事，再升員外郎。周忱雖有經世之才，但在工部郎署中長達二十年，無人賞識，只有夏元吉認為其有奇才。
洪熙元年（1425年），升為越王府長史。宣德年初，有舉薦其擔任知府，而被夏元吉視為屈才。宣德五年（1430年），明宣宗認為地方財政非常混亂，其中以南直隸為首。光蘇州就累積拖欠賦稅多達八百萬石，於是考慮派遣得力官員去治理。於是大學士楊榮舉薦，升為工部右侍郎，巡撫南直諸府，總理稅糧。
周忱到任後，即召集父老鄉親詢問拖欠賦稅原因。民間均說豪強不願自己繳納，卻徵用佃農財糧，百姓因貧逃亡，於是稅額更缺。周忱因此創建“平米法”，規定各府的官田、民田科均不變，田主無論大小，一律繳納耗米，并在其基礎上調整數額，多減少補。百姓因此大為方便。此外，周忱發現諸縣收糧並無專門機構，認為其是遲交糧額的原因。於是命各縣設置囤官，負責徵糧。
當初，朱元璋起兵征討張士誠後，盡籍其功臣子弟莊田，此後并剷除當地豪強，沒收其田產而稱為“官田”。按照其家租籍徵收稅費，於是蘇州府比其他各府都重，田租共有二百七十七萬石，而“官田”租稅即有二百六十二萬石，百姓無法負擔。於是，明宣宗下詔減少“官田”田租，周忱與蘇州府知府況鍾計算後上報請減至七十二萬石。宣德七年，江南豐收，宣宗詔令諸府縣以官鈔賣籌備振貸，蘇州於是得米二十九萬石。當時，公侯祿米、軍官月俸都來自南京戶部，而蘇州、松江百姓轉輸到南京，每石均加費用六斗。周忱於是奏令各府支給，與船價米一斗，其餘的五斗，通計米一共為四十萬石有奇，以官鈔所購，於是得米七十萬餘石，遂置倉貯存，稱為“濟農”。當時凡是在運輸中有遺失部份，官方軍借給與民，待秋收後再歸還。而修圩、築岸、開河、浚湖等而支出的口糧，則不用償還官方。耕者請求借貸，必派官員進行檢驗其人丁與田畝後再給，於是在秋收時與糧並賦，凶年時再行賑災。有奸頑不償的人，以後不與貸給。之後，這些均為定制，為宣宗嘉獎。直至他離任前，江南各大郡縣，孩童不知何為饑荒，而兩稅未曾缺欠，此均為周忱功勞。
當時漕運時，軍民各承擔一半。百姓在運輸中，因為耗損巨大，往返耗時長，甚至耽誤農時。周忱於是與平江伯陳瑄提議，民間運輸到淮安或瓜洲時，兌與衛所轉運；河南于大名府小灘兌與遮洋總海運；山東則于濟寧兌與軍運，軍運費用由百姓承擔。因此漕運節省大量費用。民間運往兩京的糧草費用巨大。周忱於是請每束折銀三分，南京則即地買納。順天府的百官月俸，均以持俸帖赴南京領取。米價低時，俸貼七八石，僅易銀一兩。他於是請重新檢查官田、極貧下戶的兩稅，并折納金花銀，使每兩當米四石，於是解除京城兌俸，民間耗資甚少，而官俸卻能保持常足。此外，周忱還對嘉定、崑山諸縣的每年納布價格的兌換、管理進行調整。

### 正統年間
正統初年，淮安、揚州遇災年，鹽業虧損。明英宗命周忱巡視，他奏令蘇州諸府，撥餘米一二萬石抵達揚州鹽場，以抵明年田租，命竈戶納鹽給米。當時米價貴而鹽賤，官得積鹽，民得食米，於是公私大濟。之後他又被命兼管松江鹽課。華亭、上海二縣欠鹽課六十三萬餘多，竈戶均逃亡。周忱於是上疏四事，為節竈戶運耗，得米三萬二千餘石。并效仿濟農倉法，設置贍鹽倉，以補缺竈戶數量。浙江當時欲修建五十艘大船，英宗下詔命周忱計算花費。周忱問都匠後稱修建一艘須米千石，并稱“成大事不宜惜費”而上奏并獲得批准。之後秩滿入朝，升為工部左侍郎。正統六年，命兼理湖州、嘉興二府稅糧，命與刑科都給事中郭瑾負責南京刑獄。
周忱為人坦率、平易近人。當時，大理寺卿胡槩擔任巡撫，用法嚴。而周忱則一切管理從簡易方便而行，於是有人者告狀使得事不成。甚至有人當著周忱面說：“公不及胡公。”周忱則以各司其職而笑答。他在江南長期擔任巡撫，與當地官吏百姓彼此熟悉，如同家人父子。其每次經過村落，均不帶隨從，且與農夫面談仔細詢問其疾苦，并為其籌謀劃策。他的部下，即使是低級閒雜官吏，他也都悉心坦誠諮詢并採納。遇到有才能的官吏，如況鍾及松江府知府趙豫、常州府知府莫愚、同知趙泰等人，均推心置腹商議策劃，并盡其才能所長，於是事無不成。當時其常常到松江府考察水利，發現嘉定、上海之間沿江茂草叢生多淤流，於是疏通其上流，使昆山、顧浦諸衛所的水流下沖走淤泥。其空閒時，騎馬在江邊視察，看到的人都不知道他就是巡撫。其歷任巡撫二十余年，朝廷委任益專。兩次遇到親喪，均起復視事。周忱於是更加勤勞，看到利害之事，知無不言，言無不聽。
周忱當初欲減免松江官田賦稅，而按照民田起算。戶部尚書郭資、禮部尚書胡濙奏其變亂已成定法，請下罪周忱，宣宗則狠狠批評郭資等人。周忱還上書：“吳淞江畔有沙塗柴場百五十頃，其中水草茂盛，蟲蜢多生其中。請招募百姓開墾，可以提高國家賦稅并消除蟲災。”此外他還建議取消已沒入長江的農田賦稅，而宜多徵豪強田租。均報批准。此外，周忱還修建學校、先賢祠墓、橋梁道路，及崇飾寺觀等。正統九年，給事中李素等人彈劾周忱擅自改變定制與賦稅，周忱則上疏自辯。英宗以余米既為公用，不予追問。當時有尹崇禮者，上奏妄稱周忱不當多征耗米，於是周忱改變的賦稅均被撤銷，而民無所賴，紛稱不便。周忱再上奏請治尹崇禮罪，而其變法得以實施。同年，其任滿，當進戶部尚書。後因“浙江、江西、蘇松人不得任戶部官員”為由，改任工部尚書，仍擔任巡撫。

### 景泰年間
景泰元年，溧陽民彭守學等人屢次上奏攻擊周忱，戶部於是派遣御史李鑒等趕往各縣核查。二年，給事中金達等亦上奏，於是召周忱還朝。之後言官紛紛交相彈劾周忱，并請加罪。明景帝知其賢德，且朝廷大臣均多數願意支持他，但景帝仍令其致仕。然而當時，提到善於管理財政的人，沒有人能超過周忱。其治理以愛民為本。每年徵收剩餘糧食，均還于百姓命其努力種植。其法令張弛有度并為變通。各府剩餘米糧，一些多至不可數，可使公私饒足，施及外郡。景泰初年，江北有大饑荒，都御史王竑跟從周忱貸米三萬石，來年秋收，獲得十萬石收成。
周忱為人機警，錢糧倉庫數量巨大，其均能計算無遺。他曾暗下記錄天氣情況，某日有人稱在江中遇到大風丟失米糧，周忱則指出該日無風，此人聽後驚服。有奸民作亂重新就舊案重提，周忱則稱：“事已判決，你豈敢欺騙我？”土木之變後，當時朝議是否焚燒通州糧倉，以避免瓦剌軍佔領獲得。周忱則稱其倉米達百萬石，可以用來作為京軍的一年兵餉，可派士兵自取。後于謙採納其計。不久，景帝下詔命其急造數百萬盔甲，周忱認為鍍鐵太費，改用澆錫，於是數日完成任務。
周忱既被彈劾致仕，景帝命李敏代任。戶部自此把其積餘米作為公賦，於是儲備漸少。之後江南有饑荒，路上餓死人隨處可見，而課稅如舊。百姓日益思念周忱，于是在各處建生祠祭祀。景泰四年（1453年）十月，周忱去世，諡文襄。

## 延伸阅读
- 郁維明. . 臺北: 臺灣商務印書館. 1990年. ISBN 9789570501155 （中文（繁體））.